# The Album (album de Smif-n-Wessun)
Pour les articles homonymes, voir The Album.
Albums de Smif-n-Wessun
Reloaded
(2005) Monumental
(2011)
The Album est le quatrième album studio de Smif-n-Wessun, sorti le 23 octobre 2007.
L'album s'est classé 70e au Top R&B/Hip-Hop Albums.

## Liste des titres
| No  | Titre                                           | Contient un (des) sample(s) de                                    | Durée |
| --- | ----------------------------------------------- | ----------------------------------------------------------------- | ----- |
| 1.  | See the Light                                   |                                                                   | 3:56  |
| 2.  | Gotta Say It (featuring Chuckii Star)           |                                                                   | 3:15  |
| 3.  | Trouble                                         | I'm Glad You're Mine d'Al Green Turn You to Love de Terry Callier | 3:41  |
| 4.  | K.I.M. 2000 (featuring Loudmouf Choir)          |                                                                   | 2:53  |
| 5.  | P.N.C. 4 Life                                   | What's a Telephone Bill? du Bootsy's Rubber Band                  | 4:06  |
| 6.  | Gangster's Prayer (featuring Million Styles)    |                                                                   | 3:51  |
| 7.  | Stomp Thru (featuring Joell Ortiz et Rock)      | Hotline de Platinum Hook                                          | 3:16  |
| 8.  | Who Gonna Save Us                               |                                                                   | 3:49  |
| 9.  | Still Fighting                                  |                                                                   | 3:06  |
| 10. | Yeah                                            |                                                                   | 3:55  |
| 11. | Movie                                           |                                                                   | 3:57  |
| 12. | Can't Stop                                      |                                                                   | 3:52  |
| 13. | I Can't Feel My Face (featuring Loudmouf Choir) |                                                                   | 3:15  |
| 14. | Still Here                                      |                                                                   | 2:55  |